# Ballitore
Ballitore, ou Ballytore (en irlandais: Béal Átha an Tuair) est un village du Comté de Kildare en Irlande.
Il est avant tout connu pour ses associations Quaker, et notamment la Quaker School, fondée en 1726 par Abraham Shackleton, ou encore le Quaker Museum placé dans la maison de Mary Leadbeater, un chroniqueur local.
La Quaker School, ouverte aux protestants comme aux catholiques, était connue et attirait des étudiants de toute l'Europe, qui ont eux-mêmes laissé leurs traces dans la ville.

## Démographie
Ballitore comptait 338 âmes en 2002, contre 933 en 1837.

## Transports
- N9 road
- R747 road

Le village est desservi par le bus 880 et chaque dimanche de nombreux bus le relient à Castledermot, Carlow ou Naas ainsi qu'à des villages tels que Moone.

## Personnalités connues
- Richard Brocklesby, médecin anglais ayant étudié à Ballitore.
- Charles Kendal Bushe, Lord Chief Justice of Ireland (en), a étudié à Ballitore.
- Mary Leadbeater (en), écrivain et poète quaker irlandais.
- Job Scott (en), voyageur quaker américain, mort à Ballitore en 1793.
- Lydia Shackleton (en), quaker irlandaise née en 1828 à Ballitore

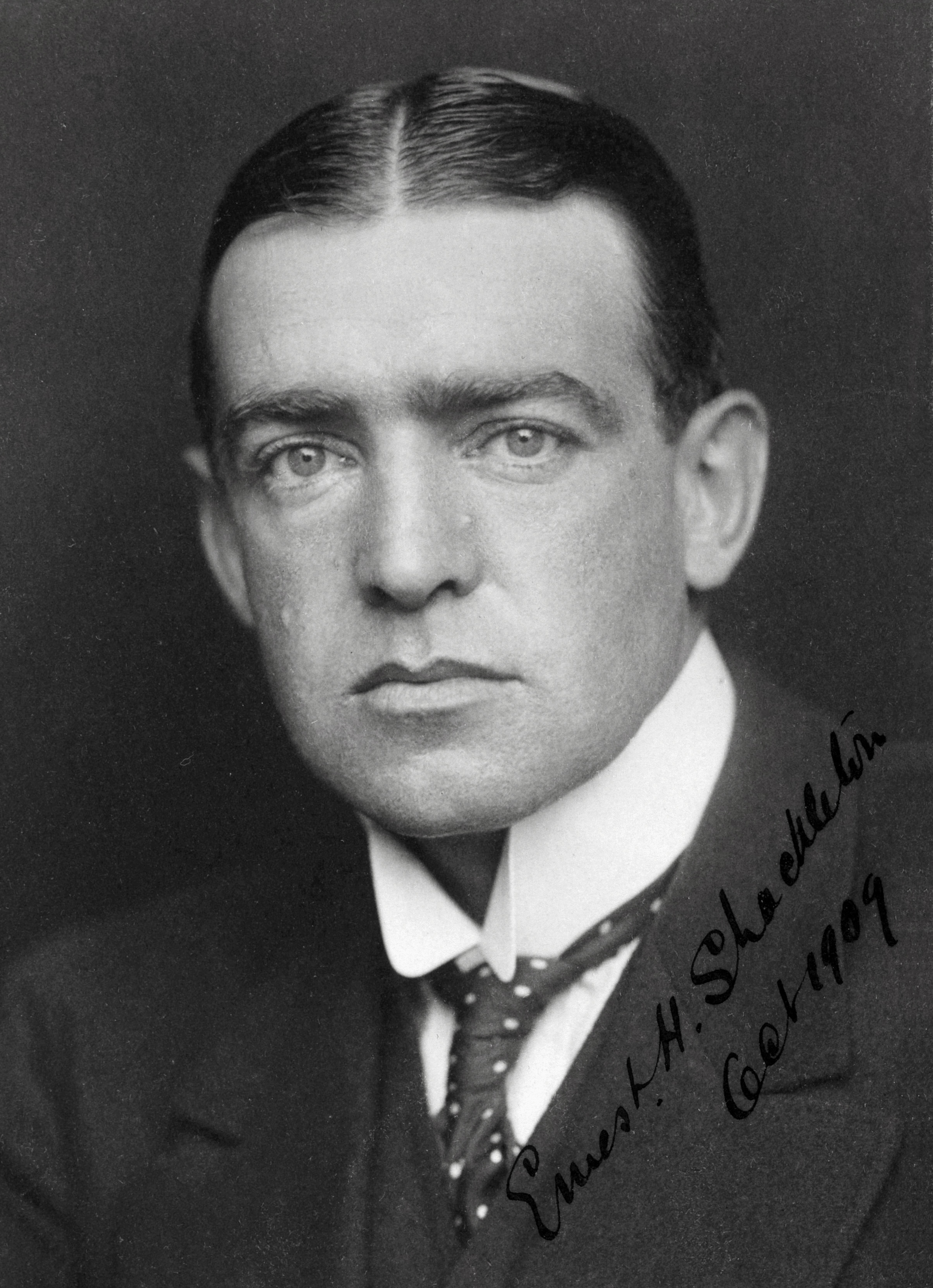
Ernest Henry Shackleton
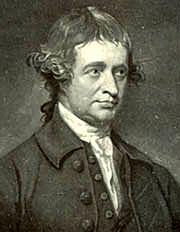
Edmund Burke
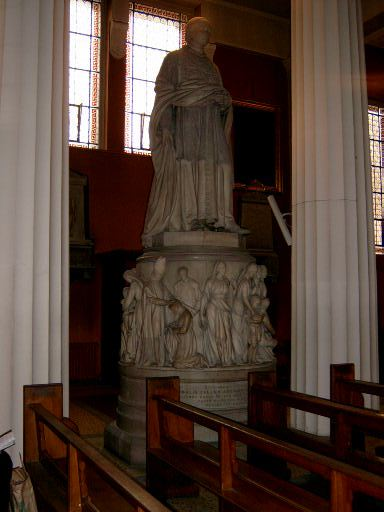
Monument à Paul Cullen dans la pro-cathédrale Sainte-Marie de Dublin
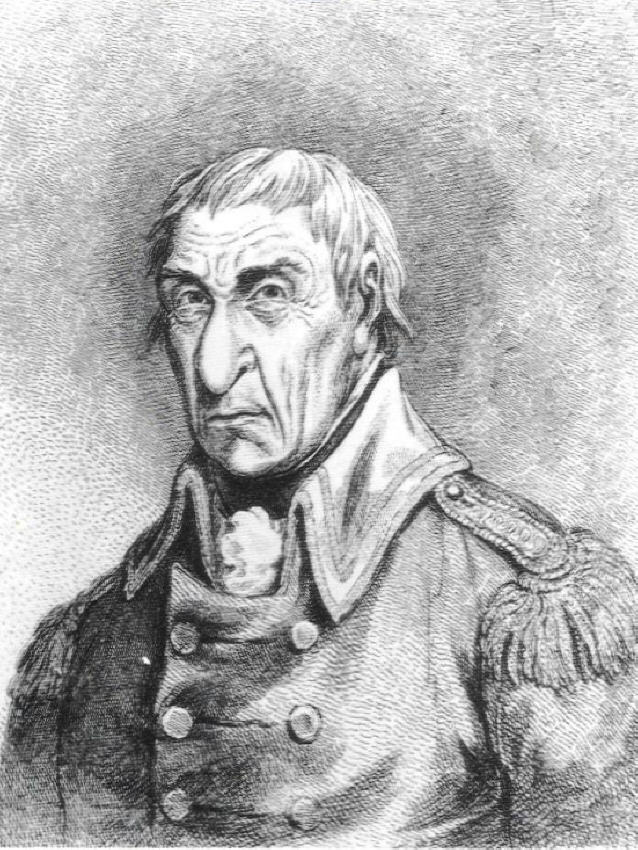
James Napper Tandy

## Pour approfondir
- Biographical Dictionary of Irish Quakers Richard S. Harrison 1997
- Memoirs and letters of Richard and Elizabeth Shackleton, late of Ballitore, Ireland; compiled by their daughter, Mary Leadbeater, including a concise biographical sketch, and some letters, of her grandfather, Abraham Shackleton Shackleton, Richard, 1726-1792. London, Printed for Harvey and Darton, 1822.
- Poems Mary Leadbeater London 1808
- The Annals of Ballitore 1766-1824 Mary Leadbeater ; edited and introduced by John MacKenna ; illustrated by Mary Cunningham. Athy, Co. Kildare Stephen Scroop Press 1986